# Podnovlje
Podnovlje (cyr. Подновље) – wieś w Bośni i Hercegowinie, w Republice Serbskiej, w mieście Doboj. W 2013 roku liczyła 1156 mieszkańców.